# Kjeld Møller Pedersen
Kjeld Møller Pedersen (født 15. januar 1949 i Oksbøl) er en dansk økonom og professor ved Institut for Virksomhedsledelse og Økonomi på Syddansk Universitet. Pedersen er uddannet cand.oecon. fra Aarhus Universitet i 1974 og beskæftiger sig især med mikroøkonomi. Han har siden 1999 været professor i sundhedsøkonomi og sundhedspolitik ved Syddansk Universitet i Odense.
Fra 2001 til 2018 var han formand for Det Nationale Forskningscenter for Arbejdsmiljø. Han var i 2020 en af de mest citerede i danske medier.